# Тадеуш Іскра
Тадеуш Іскра (пол. Tadeusz Iskra; 23 грудня 1920, Волиця — 4 квітня 2014, Гданськ) — польський коваль, депутат Сейму ПНР 5-го скликання.

## Біографія
Тадеуш Іскра народився 23 грудня 1920 року в селі Волиця в сім'ї Антонія та Маріанни. Здобув початкову освіту за фахом коваль.
Працював на Гданському ремонтному заводі. У 1969 році став депутатом Сейму Польської Народної Республіки від Гданського виборчого округу. Був членом Комітету з питань морського господарства і судноплавства та Комітету з питань праці та соціальних питань.
Похований 9 квітня 2014 року на Лостовицькому кладовищі.

## Нагороди
- Лицарський хрест Ордену Відродження Польщі
- Срібний Хрест заслуги
- Бронзовий Хрест заслуги (1955)[4]